# Geoacústica submarina
Geoacústica Submarina é a aplicação de métodos geofísicos acústicos na investigação do fundo marinho. É utilizada para conhecer os principais mecanismos que controlam a propagação e atenuação do som em sedimentos marinhos superficiais.
Os sólidos transmitem o som melhor que os líquidos e estes, melhor do que os gases. A velocidade de propagação vai depender das características elásticas do meio em que a onda se propaga. Transdutores acústicos são “cristais” que produzem um pulso elétrico ao sofrerem deformação mecânica. Quanto mais próximas forem as frequências da corrente elétrica e de ressonância do material do transdutor, mais facilmente a energia elétrica é transformada em energia mecânica. Atenuação é a perda de energia da onda devido a transformação da energia acústica em outras fontes de energia. Gera redução da amplitude e aumento no comprimento de onda. 
Existem três processos principais que atenuam um sinal acústico na água: relaxamento molecular, espalhamento e dispersão pela presença de bolhas na água e material particulado.
Características de reflexão e refração vão influenciar a quantidade de energia refletida e transmitida em uma interface entre dois meios distintos. O importante em geoacústica é a relação sinal/ruído. A eliminação dos ruídos no processamento é importante para a confiabilidade dos dados obtidos. Ruído é todo e qualquer sinal não desejado. Os tipos de ruídos em geofísica marinha são: ruídos naturais, ruídos antrópicos e ruído eletrônico.

## Sedimentos marinhos
O padrão deposicional dos sedimentos marinhos foi modelado pelas seguidas transgressões e regressões marinhas ao longo dos últimos 2 milhões de anos. Na última máxima glacial grande parte da plataforma continental foi exposta a processos sub-aéreos e os rios depositavam seus sedimentos na plataforma externa ou diretamente no talude continental. 

### Tipos de sedimentos:
Terrígenos, biogênicos, autigênicos e cosmogênicos. Também encontramos outros materiais no fundo marinhos é o caso de afloramento de rochas, arenitos de praia (beach-rocks) e pelotas fecais (partículas orgânicas resultantes da produção biológica de animais e plantas). Os sedimentos na natureza, geralmente, são compostos por três fases: Sólida, líquida e gasosa. 
Suas propriedades elásticas dependem do volume de cada uma das fases presentes no material, ou seja, das propriedades físicas das rochas e sedimentos: Propriedades específicas de seus componentes (Fração de volume), geometria interna (Estrutura e textura), propriedades de interface e conexão entre grãos e condições termodinâmicas.

### Fatores que controlam a propagação do som em ambientes marinhos
Em geral os sedimentos marinhos não são consolidados, o grau de consolidação varia em função da profundidade, ou seja, quanto mais profundo mais consolidado. A relação entre as propriedades físicas, porosidade e densidade e as descrições geológicas dos sedimentos são usadas na interpretação dos dados geoacústicos. As características que podem interferir nas propriedades acústicas dos sedimentos marinhos são: porosidade, granulometria, compressibilidade , saturação com matéria orgânica/gás, e permeabilidade, todas sendo consideradas somente na camada superficial de fundo.
A acústica fornece informações sobre as características morfológicas e sedimentológicas do fundo do oceano. Este é formado por rochas e estruturas que variam em função da profundidade, cobertas em geral por sedimentos não consolidados. A acústica utiliza pulsos gerados por equipamentos diversos que viajam pela coluna d'água, são refletidos pelo fundo submarino e ao retornarem ao transdutor, são convertidos em impulsos elétricos Os sedimentos possuem características diferentes dependendo da litologia do fundo marinho. Ecos similares são agrupados em diferentes classes que são calibradas de acordo com as características físicas da cobertura sedimentar marinha através de processos de calibragem. Cada sistema utiliza técnicas próprias de calibragem.

### Batimetria

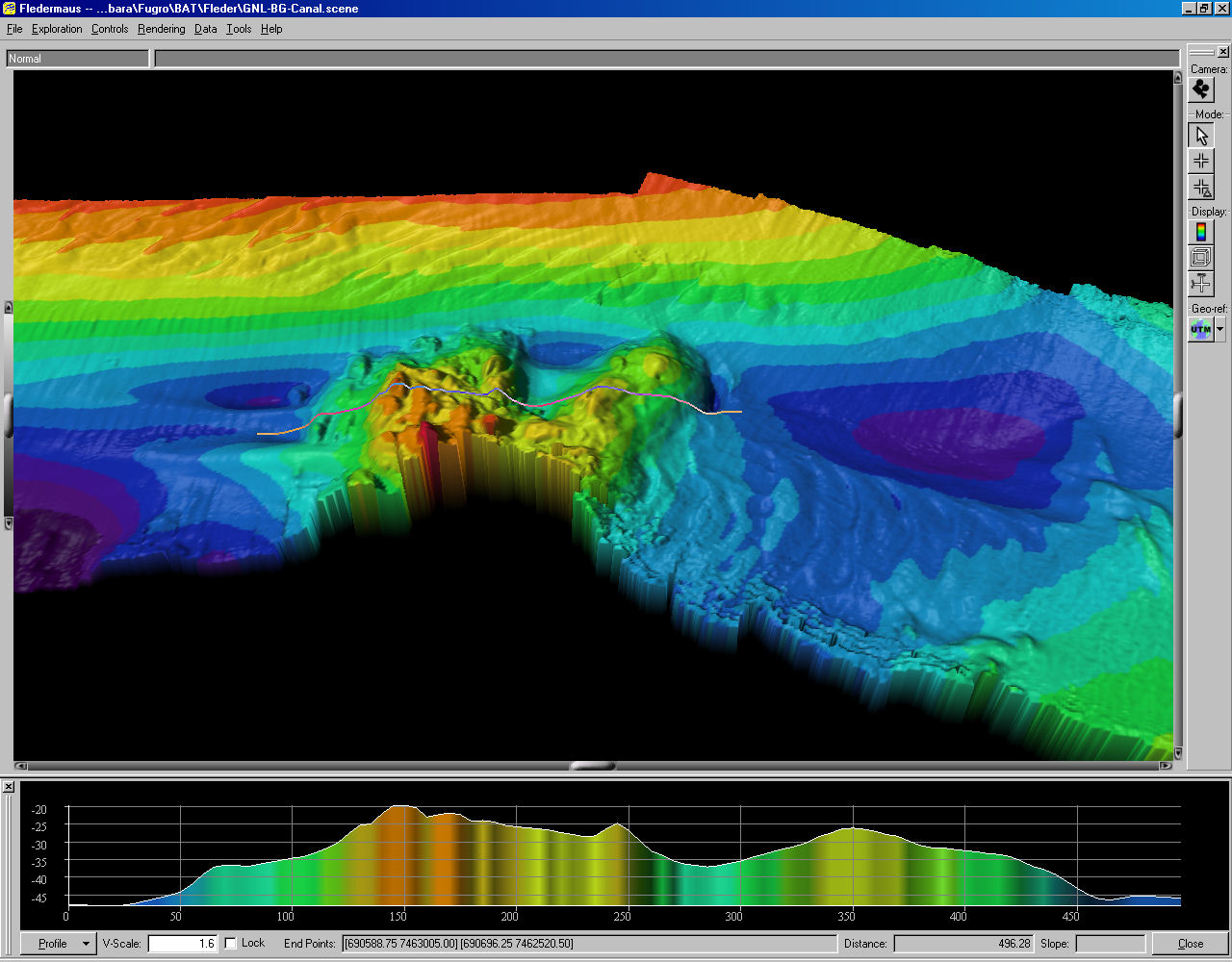
Exemplo de um mapa batimétrico 3D

De acordo com Almeida, et.al.1993, a batimetria pode ser definida como sendo um conjunto de princípios, métodos e convenções, utilizados para determinar a medida do contorno, da dimensão e da posição relativa da superfície submersa, dos mares , rios, lagos, represas e canais. Em levantamentos hidrográficos, a profundidade é determinada por ecobatímetros, através da observação do tempo de deslocamento de ondas acústicas. Um pulso acústico transmitido por um transdutor desloca-se pela coluna d’água, e é então refletido pelo alvo(fundo) retornando para o receptor (hidrofone).
A batimetria é determinada multiplicando-se o tempo medido pela velocidade do som na água e dividido por 2.
P=1/2(T.Vsom )
Na prática essa velocidade do som varia por fatores tais como: temperatura da água, salinidade e pressão.
Existem dois sistemas para se determinar a batimetria: monofeixe e multifeixe. O sistema monofeixe emite pulsos verticalmente para baixo com uma beam width (bw) a uma taxa constante (pulse repetition rate) e definida pelo usuário, em função da profundidade p e velocidade da embarcação.
No sistema multifeixe, os equipamentos utilizam um arranjo de transdutores dispostos lateralmente e que emitem um único feixe. O sistema permite uma cobertura completa do fundo, porém, devido ao modo como o sistema foi idealizado, uma calibração do sistema (patch test) é necessária antes de cada levantamento.
Os ecobatímetros disponíveis no mercado operam nas frequências de 12 a 210 kHz. As maiores frequências normalmente são empregadas em áreas mais rasas, conforme a tabela abaixo:
| Profundidade da área | Frequência       |
| -------------------- | ---------------- |
| Até 100 m            | Maior que 200kHz |
| De 100 a 1500 m      | De 50 a 200 kHz  |
| Maior que 1500 m     | De 12 a 50 kHz   |

O levantamento é executado de maneira sistemática, através de linhas paralelas espaçadas regularmente, de acordo com a escala do levantamento e profundidade da área. Cada pulso de retorno é associado a um datum horizontal e vertical. O posicionamento horizontal é feito por GPS e o vertical é amarrado a observações de maré simultâneas ao levantamento (idealmente amarradas a um datum vertical na área do levantamento).

#### Aplicações
- Determinar efeitos de batimetria e rugosidade do fundo do mar na circulação oceânica;[3]
- Melhorar as previsões de risco de tsunami, mapeando a topografia do fundo do oceano;[3]
- Mapas batimétricos para  planejamento de rotas de cabo submarino e gasoduto;[3]
- Mapas batimétricos para melhorias do  modelo de maré e avaliações para determinação de limites de mar territorial.[3]

### Sonar de Varredura Lateral

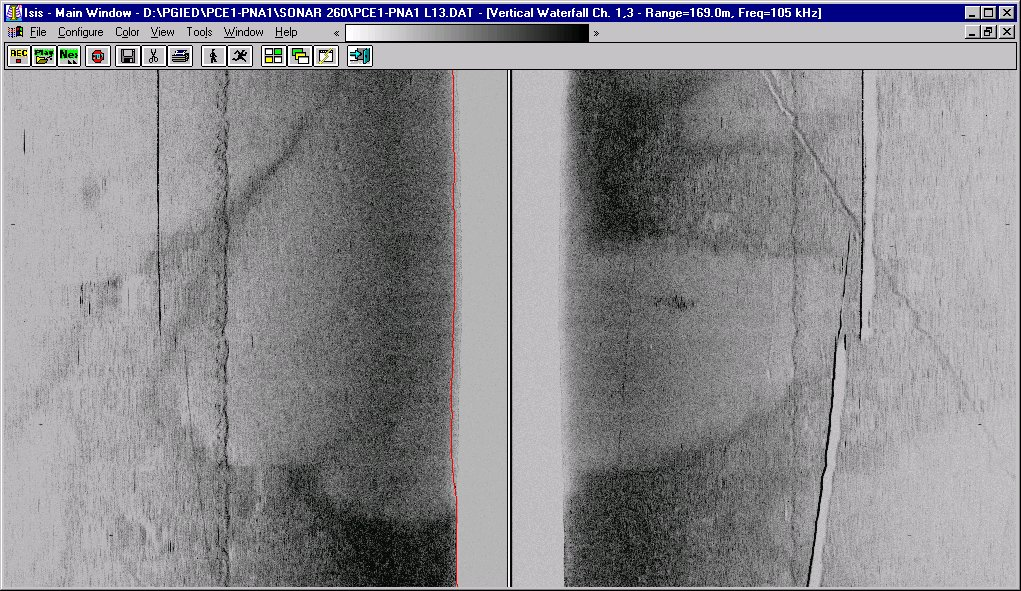
Exemplo de imagem obtida a partir de sonar de varredura lateral
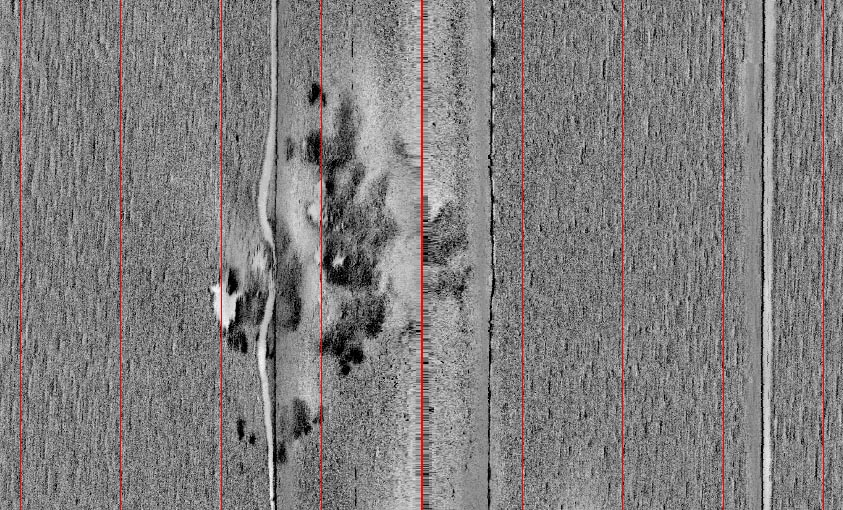
Exemplo de imagem obtida a partir de sonar de varredura lateral

O sonar de varredura lateral é um equipamento, um sistema acústico submarino, que tem como finalidade imagear o fundo marinho. As imagens podem ser aplicadas para mapeamento: das feições expressivas do relevo, da variação da distribuição superficial dos sedimentos, dos habitats marinhos, identificação de obstáculos (naufrágios, dutos) e da arqueologia marinha.
Baseia-se na propagação lateral de ondas acústicas emitidas por um transdutor, essas ondas interagem com o fundo e sua reflexão é captada pelo mesmo, que enviará os dados obtidos para o registrador, armazenando a informação.
Há dois tipos de sistemas sonográficos, que atuarão com diferentes frequências: o shallow-tow e o deep-tow. O primeiro opera com frequências menores, entre 30-60 kHz, apresentando menor resolução e maior varredura, sendo utilizado para levantamentos regionais. Já o deep-tow opera com maiores frequências, entre 100-500 kHz, tendo maior resolução e menor varredura, para levantamentos locais.

#### Funcionamento e padrões sonográficos
De acordo com a interação entre a textura do sedimento e a intensidade do sinal refletido, serão reconhecidos diferentes padrões de reflexão (padrões sonográficos). De um modo geral, quanto maior a granulometria, maior será a quantidade de energia refletida, portanto, o sedimento arenoso refletirá mais energia do que o sedimento lamoso. O dado armazenado no registrador é submetido a etapas de processamento, originando um mosaico sonográfico como produto final (um arquivo do tipo GeoTIFF).

### Sísmica de Alta Resolução

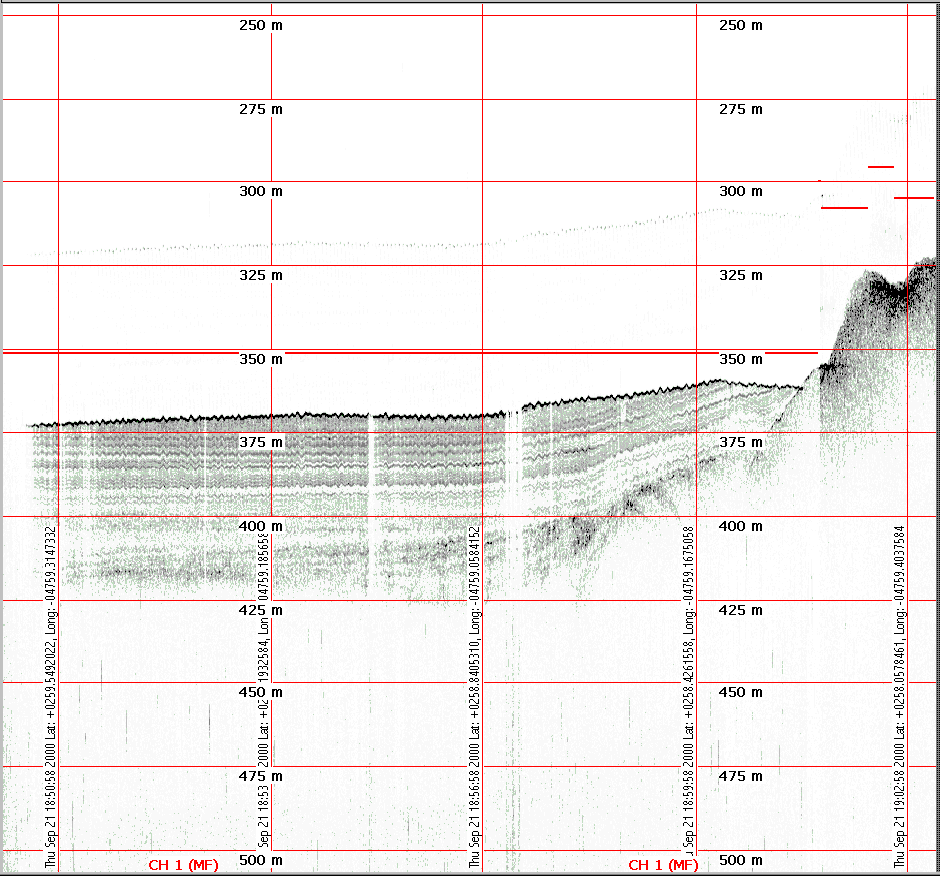
Exemplo de imagem sísmica de alta resolução

O método sísmico é um método geofísico de investigação indireta, que  objetiva extrair informações associadas a estruturas geológicas através dos tempos de propagação de ondas acústicas em sub-superfície. Utilizando fenômenos como a reflexão de ondas sísmicas, assim como da medida dos seus tempos de trânsito, é possível inferir a geologia¬ em uma região de interesse. O fenômeno de reflexão acontece sempre que o sinal sísmico encontra diferenças em sub-superfície de uma propriedade chamada impedância acústica, dada pelo produto da densidade do material pela velocidade de propagação da onda acústica no mesmo (I=ρV).  
O método sísmico de alta resolução é tipicamente mono-canal, operando em frequências que vão de 500Hz até 12 kHz. O termo alta resolução está associado ao conteúdo de frequência resultando em uma maior resolução temporal/ vertical, porém baixo poder de penetração em sub-superfície. A sísmica de alta resolução é mais comumente empregada em áreas como engenharia e meio ambiente, sendo utilizada, por exemplo, no mapeamento de antigos canais fluviais submersos, mapeamento estrutural de camadas geológicas próximas ao fundo do mar, estudo da estabilidade do fundo oceânico, localização de bolsões de gás em sub-superfície e na exploração mineral submarina.
Todo projeto tem uma sequencia lógica, um objetivo claro e parâmetros pré-definidos. Ele possui uma fase de iniciação, uma de planejamento, uma de execução e controle e a fase de finalização. 
Fase III consiste na execução e controle, onde os dados geofísicos (batimetria, sísmica, etc) são adquiridos e processados. É aqui onde o controle de qualidade deve ser o mais rigoroso possível, não podendo ter espaços para erros de planejamento devido aos altos custos de aquisição de dados. Os métodos acústicos, como todo método geofísico, são métodos indiretos de onde serão extraídas informações geológicas necessárias ao projeto. Essa conversão de informações indiretas em diretas é extremamente influenciada pela qualidade do dado geoacústico. Dados mal adquiridos, processados e/ou interpretados gerarão informações de baixa confiabilidade, impactando negativamente os prazos e custos finais do projeto.